# Ville Kurvinen
Ville Kurvinen (1979) è un ex giocatore di football americano finlandese che ha giocato come runningback.

## Palmarès
- 7 Vaahteramalja (Porvoon Butchers: 2005, 2006, 2007, 2008, 2009, 2010, 2023)
- 1 Spaghettimalja (Porvoon Butchers: 2001)